# Suite sudarmoricaine
Singles
Singles de Nolwenn Leroy
Textile schizophrénie
(2010) Mná na h-Éireann
(2011)
Pistes de Bretonne
La Jument de Michao Greensleeves
Suite sudarmoricaine est une chanson bretonne paillarde en breton, sur l'air traditionnel Pardon Speied, le « pardon de Spézet », popularisée par Alan Stivell dans les années 1970. Il fut en effet le premier et le seul titre en breton no 1 du Hit parade d'Europe 1.

## Présentation
La chanson grivoise raconte l'histoire d'un jeune homme qui se rend au pardon de Spézet et qui y rencontre une jeune fille. Ils se rendent dans un champ et y font l'amour. L'homme attrape la vérole. Conduit à l'hôpital, il est amputé de sa « grande queue » (lost bras en breton) qui est jetée par la fenêtre et finit par être mangée par un chien-loup errant qui en meurt.
La chanson se compose d'un air traditionnel breton, un an-dro Vannetais (Sud) qu'Alan Stivell avait entendu lors d'un stage de musique. Les paroles originales, d'un auteur inconnu, datent des années 1950-60 et racontent une nostalgique histoire d’amour déçu comme il en existe beaucoup. Les paroles paillardes ont été imaginées par des amis du chanteur au cours d'un repas, sans prévoir qu'elles allaient dépasser ce cadre. La musique s'ouvre par une mélodie jouée à la flûte irlandaise et se poursuit au rythme des percussions et des arrangements « dans l'air du temps ».

## Réception
Son succès démarre en 1972 avec l'album À l'Olympia à la suite du concert retransmis sur Europe 1. Elle reste ainsi plusieurs semaines dans le hit-parade d’Europe 1 et occupe la première place du hit-parade d'RTL, en concurrence avec la BO du film Le Parrain, après qu'ils décident de la passer, alors qu'aucunes chansons de l'artiste n'étaient programmées sur leurs ondes. Ce pied de nez amuse Stivell et ses musiciens, qui interprètent le morceau sur les plateaux télés parisiens. En 1994, elle est de nouveau sur les ondes nationales avec le succès de l'album Again, dans une version où l'on peut entendre la voix éraillée de l'irlandais Shane MacGowan, du groupe punk The Pogues.
C'est aussi le onzième single de la chanteuse Nolwenn Leroy et le premier extrait de son quatrième album studio Bretonne, sorti le 22 novembre 2010 sur les plates-formes de téléchargement et le 6 décembre sur l'album. Initialement chantée à la première personne, elle a choisi, avec l'aide de son professeur de breton Serge Plenier, d'utiliser le « il », plus propice à une jeune fille pour raconter cette triste histoire. C'est cette chanson qui ouvre son concert sur sa grande tournée Bretonne entre juin 2011 et décembre 2012. Pour les 50 ans de l'album À l'Olympia en 2022, plusieurs artistes bretons avouent au journal 
Le Télégramme avoir été influencés par l'album et cette musique à danser, comme Matmatah avant de sortir Lambé An Dro après l'album Again ou Jean-Pierre Riou de Red Cardell qui reprenait les morceaux à la flûte.

## Citations
« En 1972, lorsque la Suite Sud armoricaine est sortie, Eugénie Goadec m'a dit en faisant allusion aux paroles assez paillardes : Tu devrais faire attention, il y a des jeunes qui peuvent entendre ! »

— Alan Stivell, L'itinéraire d'un harper hero

« Ça a été d'abord un truc d'esprit potache : que les gens imaginent que je parle de korrigans sur la lande... D'autre part, pour court-circuiter certains blocages, le complexe d'infériorité qui sévissait encore, il fallait passer par le rire, voire donner aux bretonnants un sentiment de supériorité. Chose qui a réussi... parfois presque trop. »

— Alan Stivell, Bretons (magazine)

« Le couplet est un dialogue entre les deux chanteurs [Alan Stivell et Shane MacGowan]. Dans le refrain, l'orchestration dense est dominée par la guitare électrique au son saturé et par le violon, qui double les deux voix déjà à l'unisson. Ainsi renforcée, cette mélodie, qui possède une écriture rythmique répétitive et évolue par notes conjointes, est représentative de la musique traditionnelle bretonne de danse. L'extrait se termine par un interlude de harpe qui joue un motif arpégé en forme d'ostinato, avec un son et un traitement du temps qui ne sont pas sans rappeler le jeu de la kora, harpe-luth de l'Afrique de l'Ouest, ce qui confirme que le « village mondial » prédit par Marshall McLuhan inclut une dimension sonore où les idées musicales circulent à loisir grâce aux nouveaux canaux de communication. »

— Eugène Lledo, Universalis

## Interprétations
- La Suite Sudarmoricaine de Stivell apparaît tout d'abord sur un 45 tour en 1971/72 avec Tha mi sgìth sur l'autre face, puis sur l'album mythique À l'Olympia enregistré lors du concert de février 1972.
- En 1973 sur l'album Musiques Celtiques du groupe An Triskell sous le nom de Suite Pourlette.
- En 1992, dans l'album Again, Alan Stivell réenregistre ses chansons avec des artistes connus, dont celle-ci avec le chanteur des Pogues Shane MacGowan. Elle est présente sur l'album Bretagnes à Bercy enregistré lors du concert à Paris-Bercy en 1999.
- En 1996, le groupe Kern reprend les paroles de la chanson sous un autre air mais le morceau est lui aussi appelé Pardon Speied.
- En 2000, dans son album Back to Breizh, Stivell reprend le morceau une seconde fois, la rebaptise Armoricaine (suite) et lui donne des nouvelles paroles en français ; des paroles de protestation contre la condition faîte à la langue bretonne, que la France laisse mourir après avoir tout fait pour la faire disparaître (« plus brimés que les Québécois »), et pour une liberté d'épanouissement de la « nation bretonne », qui « étonnera » si elle est reconnue en tant que « civilisation », en considérant que « le monde n'existe pas sans [elle] »[7]. Le bassiste rennais Frank Darcel, ex-Marquis de Sade, l'accompagne sur des arrangements fidèles à l'original. Il l’interprète au festival des Vieilles Charrues[8].
- En 2000, le groupe polonais Shannon l'enregistre également.
- Le groupe franco-slovaque Roc’hann l'enregistre sur son album Skladby z nášho en 2008.
- La chanteuse Nolwenn Leroy l'enregistre en 2010 pour son album Bretonne.
- Les quatre chanteurs du groupe Les Stentors chantent Pardon Spezed de leurs voix d'opéra sur leur album Voyage en France en 2012.
- En 2012, le guitariste Julien Jaffrès l'interprète sur son album Rock'n Celtic Guitar (Coop Breizh) et le guitariste Pat O'May en fait une reprise à la guitare en ouverture de son medley consacré à Alan Stivell sur son album Celtic Wings (Keltia Musique).